# Shoshannah Stern
Shoshannah Stern (Walnut Creek (Californië), 3 juli 1980) is een dove Amerikaanse actrice. Haar doofheid heeft ze geërfd van haar ouders, en gaat drie generaties terug. Aangezien nagenoeg haar hele familie doof is, is Amerikaanse Gebarentaal haar moedertaal. Verder spreekt ze Engels dat ze ook kan liplezen. Ze is opgegroeid in Fremont waar ze ook de dovenschool volgde. Na deze afgerond te hebben, studeerde ze aan de Gallaudet-universiteit. Op beide opleidingen blonk ze uit op het toneel. In het lentesemester van haar laatste jaar vertrok ze naar Hollywood om auditie te doen voor een gastrol in de comedy Off Centre. Later haalde ze alsnog haar diploma.
Na nog enkele gastrollen in onder andere Providence, Boston Public, ER en The Division kreeg ze een vaste rol in de serie Threat Matrix. Daarna volgden meer vaste rollen in televisieseries, ze speelde in Weeds en Jericho en in de films The Last Shot en Adventures of Power. Ook was ze te zien in de videoclip Yes We Can voor Barack Obama's presidentscampagne.
Stern schreef mee aan de televisieserie Echo uit 2024 van Marvel Studios voor Disney+.
- Gemeinsame Normdatei: 1197096124
- International Standard Name Identifier: 0000 0001 1806 3737
- Library of Congress Control Number: no2011034350
- MusicBrainz: cecd8bb7-7856-4132-adae-876932b254fe
- Virtual International Authority File: 169011579
- WorldCat: E39PBJwMFfYtgMjBxtRr7VDyVC